# Eucalliax jonesi
Eucalliax jonesi is een tienpotigensoort uit de familie van de Callianassidae. De wetenschappelijke naam van de soort is voor het eerst geldig gepubliceerd in 1989 door Heard.